# Бестрзајно оружје
Бестрзајно оружје је врста оружја или артиљеријског оруђа код којег се при опаљењу цијев не трза. Најчешће се користи за противтенковску борбу, а налази се у наоружању пјешадије и ваздушнодесантних јединица.
По маси и начину употребе, може бити ручно, лако и средње. Ручно преноси један војник и гађа из руке, са рамена или заклона. Лако се користи са митраљеског постоља, а преноси лаким возилом. Средње је обично монтирано на лако возило са кога се и дејствује.
Ручно бестрзајно оружје има глатку цијев и назива се бестрзајни бацач. Лака и средња имају изолучену цијев и зову се бестрзајни топови или бестрзајци.

## Начин рада
Сва бестрзајна оруђа постижу свој начин рада преношењем силе трзаја на барутне гасове који истичу кроз задњи дио цијеви, или на противзрно (масу која се помјера у цијеви). На овај начин се енергија трзаја не преноси на цијев, и нема значајног помјерања при опаљењу.
Најједноставнији систем је обична цијев отворена на оба краја, са метком или пројектилом унутра. При опаљењу зрно иде напријед, а гасови унатраг и ван.

## Системи
Постоји неколико система бестрзајних оруђа, који се разликују по начину уравнотежавања сила акције и реакције при опаљењу. Тако постоји бестрзајно оруђе са противзрном, динамичко-реактивно са једном млазницом и динамичко-реактивно са више млазница. Код система противзрна, маса се помјера у задњем дијелу цијеви да уравнотежи излазак зрна кроз предњи дио. Друга два система су једноставнија, и равнотежа се постиже истицањем гасова кроз отворени задњи дио цијеви.

## Добре и лоше особине
Најважније добре особине бестрзајног оруђа наспрам класичне артиљерије су: мала маса, боља преносивост, и мање хабање цијеви.
Лоше особине су: гасни млаз отежава маскирање и дјеловање у уским просторима са препрекама позади, 2-3 пута више барута је потребно, слабо искоришћење барутних гасова, опасност за послугу од млаза унатраг при опаљењу.

## Неки примјери
У СФРЈ су послије Другог свјетског рата израђени ручни бацачи РБМ.49 и РБМ.57, и бестрзајни топ 82 мм М.60.
РБМ.57 је имао масу 8 kg, масу пројектила 2.7 kg, почетну брзину пројектила 145 m/s, домет око 160 m, и пробојност челичне плоче 250-300 mm под углом од 90°.